# Tudeley

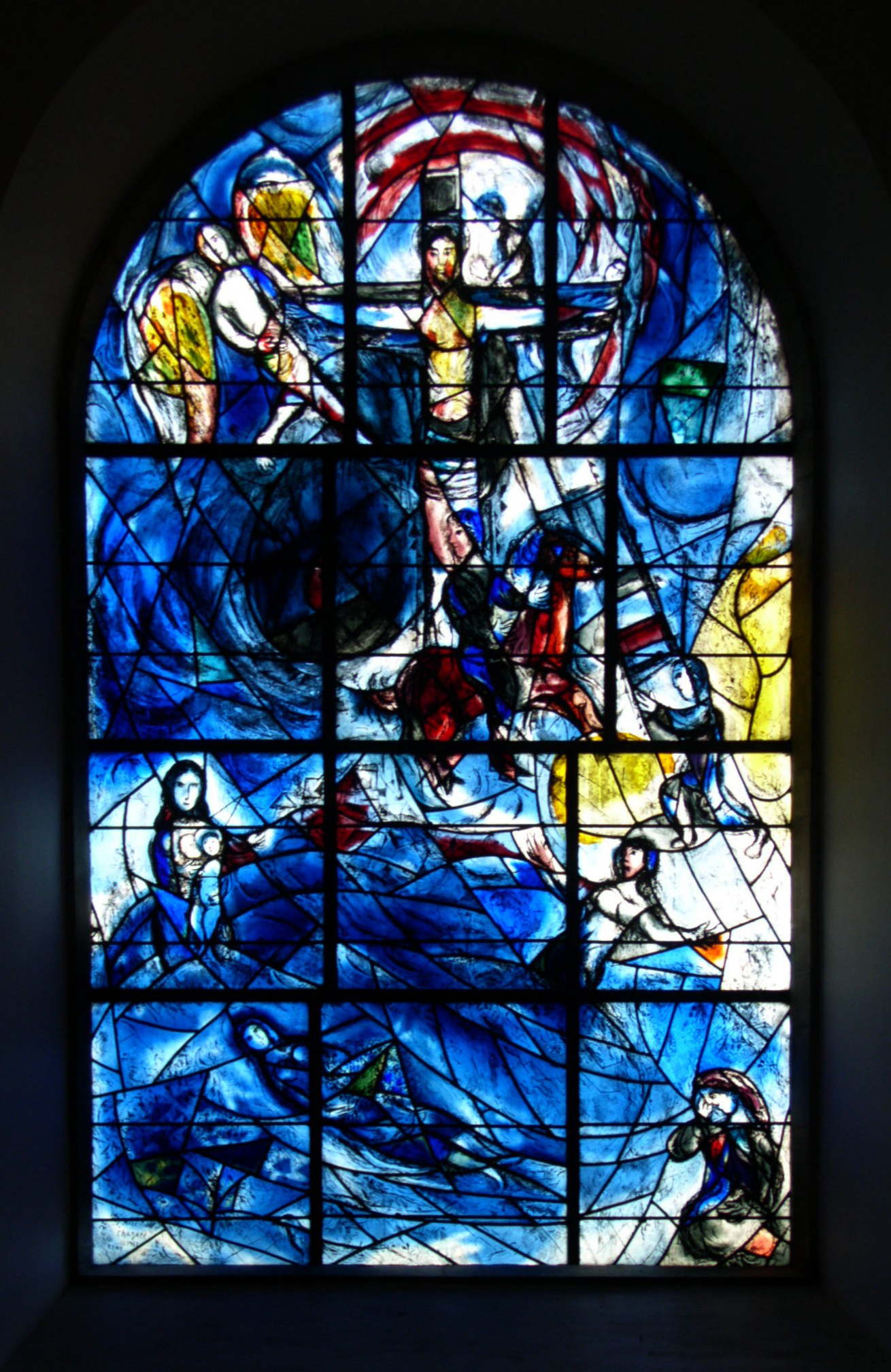
Chagalls Altarfenster in der All Saints Church

Tudeley ist ein Ort in der englischen Grafschaft Kent unweit von Tonbridge. Er gehört zum Civil Parish Capel im Borough of Tunbridge Wells. Über die Grenzen des Königreiches bekannt ist Tudeley durch die von Marc Chagall gestalteten Glasfenster in der Dorfkirche All Saints Church.

## All Saints Church

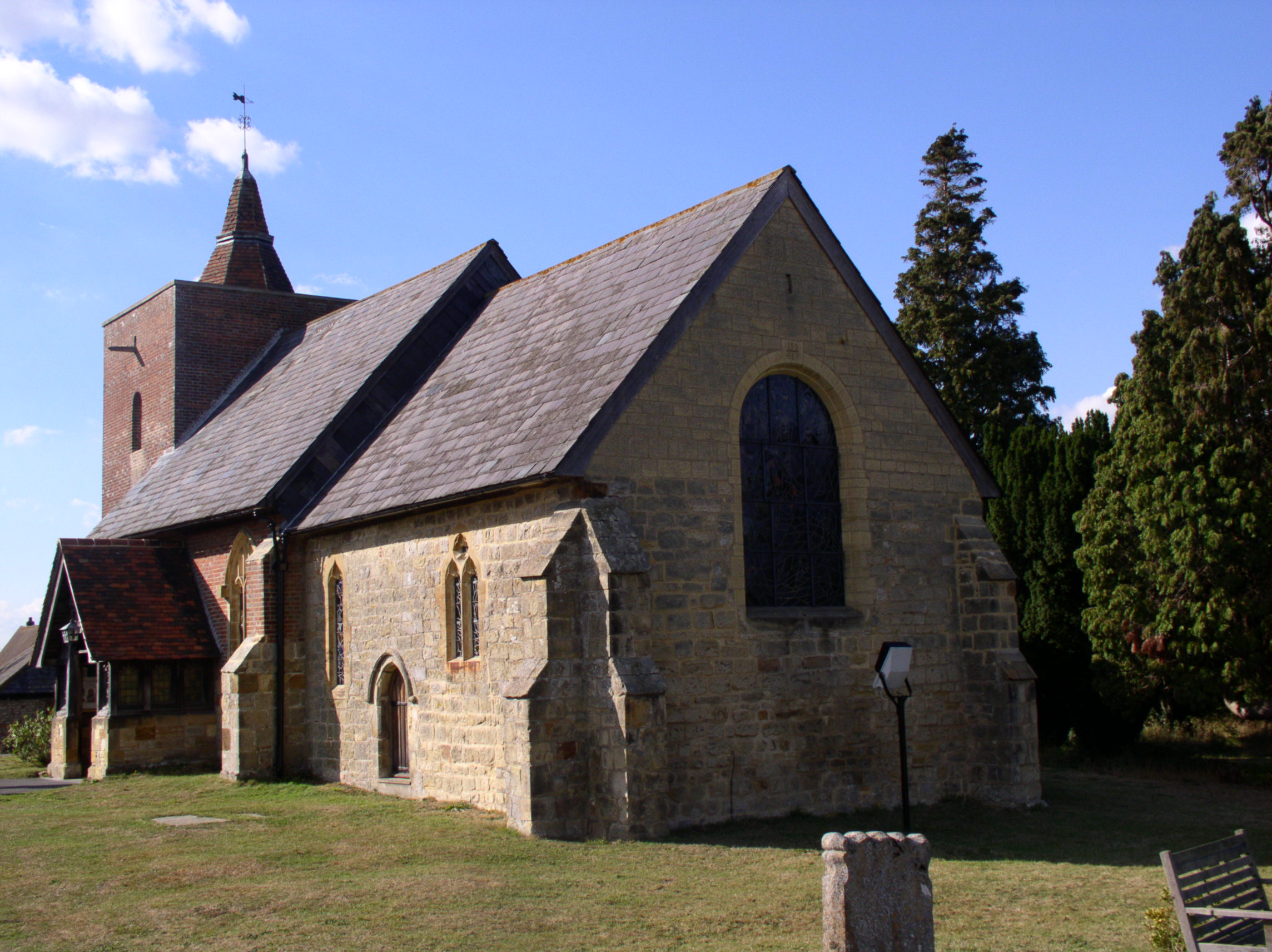
Tudeley, All Saints Church

Die Fenster der zwischen 1760 und 1770 auf den Grundmauern eines Gotteshauses aus dem 13. Jahrhundert errichteten Kapelle wurden von dem russisch-französischen Künstler Marc Chagall gestaltet. Die Kunstwerke stiftete der adelige Unterhausabgeordnete Sir Henry d’Avigdor-Goldsmid in Erinnerung an seine Tochter Sarah, die am 19. September 1963 kurz vor ihrem 21. Geburtstag bei einem tragischen Segelunglück vor der Küste von Rye ums Leben kam. 
Das 1967 fertiggestellte Ostfenster wird durch die Darstellung von tiefblauen Luft- und Wasserwirbeln geprägt. Den oberen Teil beherrscht die Darstellung des gekreuzigten Christus. Im mittleren Teil des Fensters sieht man links die Mutter Rosemary d’Avigdor-Goldsmid mit ihren beiden kleinen Töchtern im Arm, rechts daneben kämpft Sarah in den blauen Fluten um ihr Leben, um dann doch – im untersten Bildteil – friedlich im Meer zu versinken. In der rechten unteren Ecke dieses beeindruckenden Fensters im Altarraum sieht man schließlich die trauernde Mutter dargestellt.
Die übrigen 11 Fenster entwarf Chagall im Lauf der folgenden 15 Jahre, die letzten wurden erst 1985 eingebaut.

## Galerie: Fotos der von Marc Chagall geschaffenen Seitenfenster

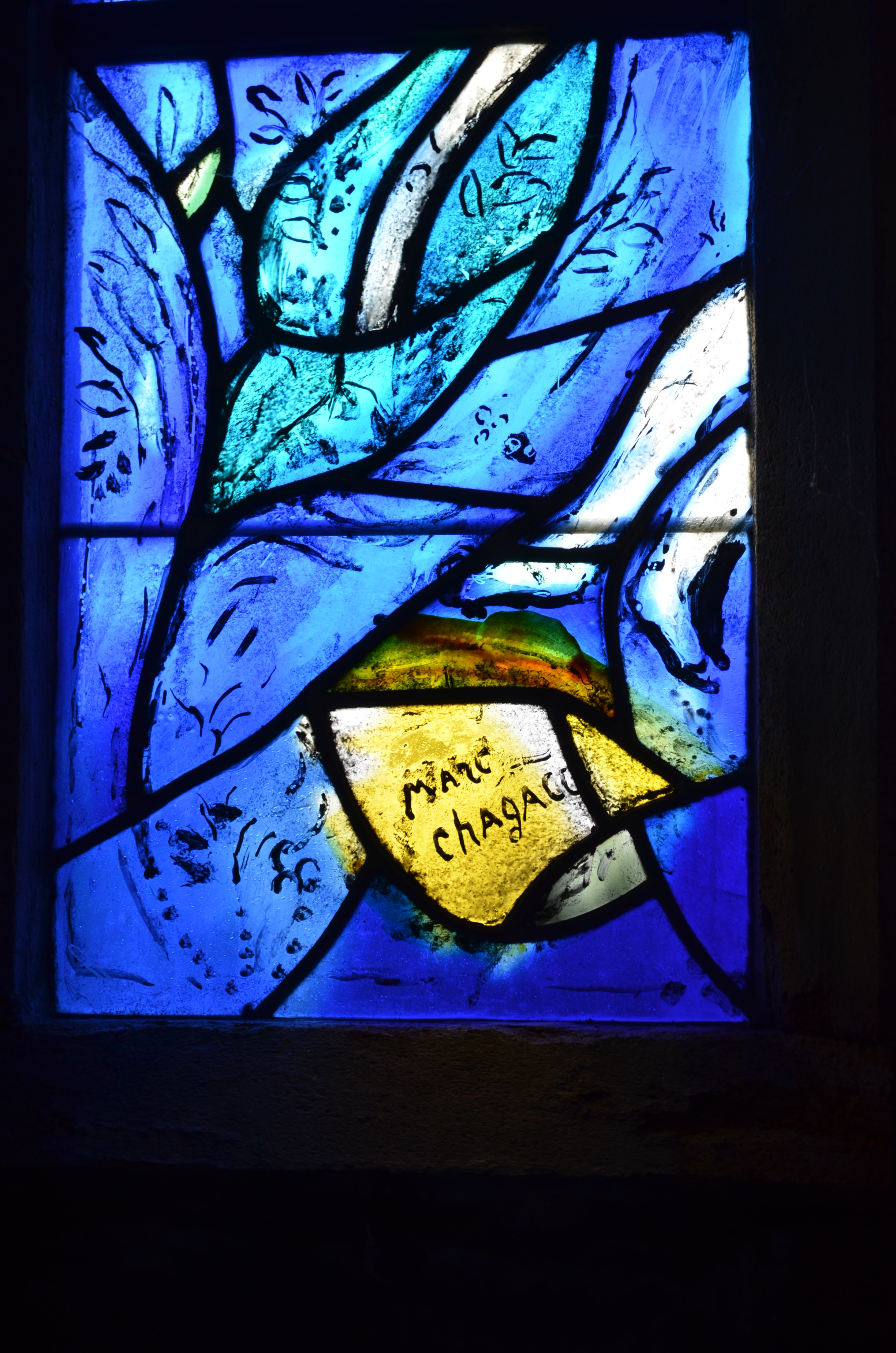
Marc Chagalls Signatur
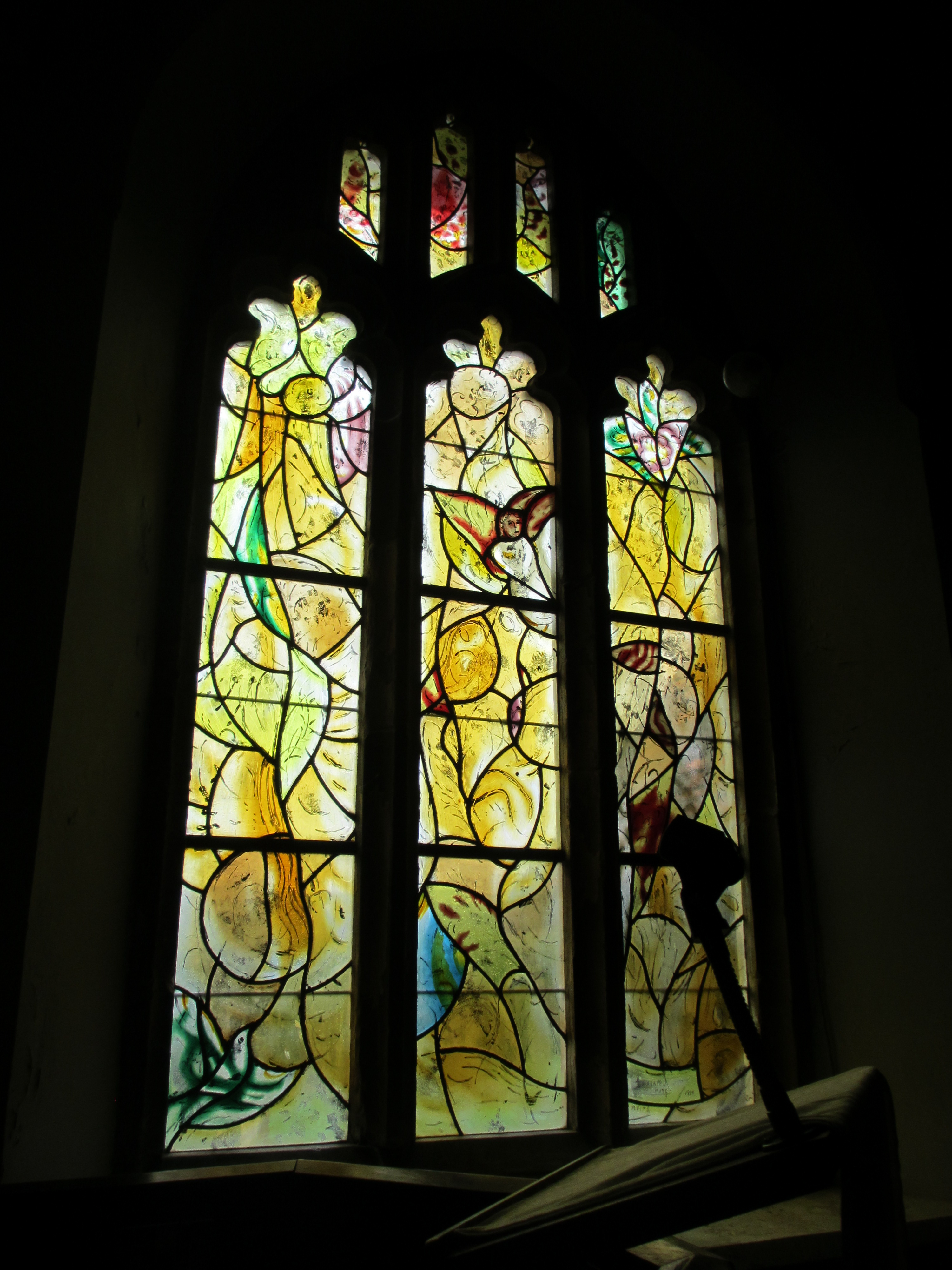
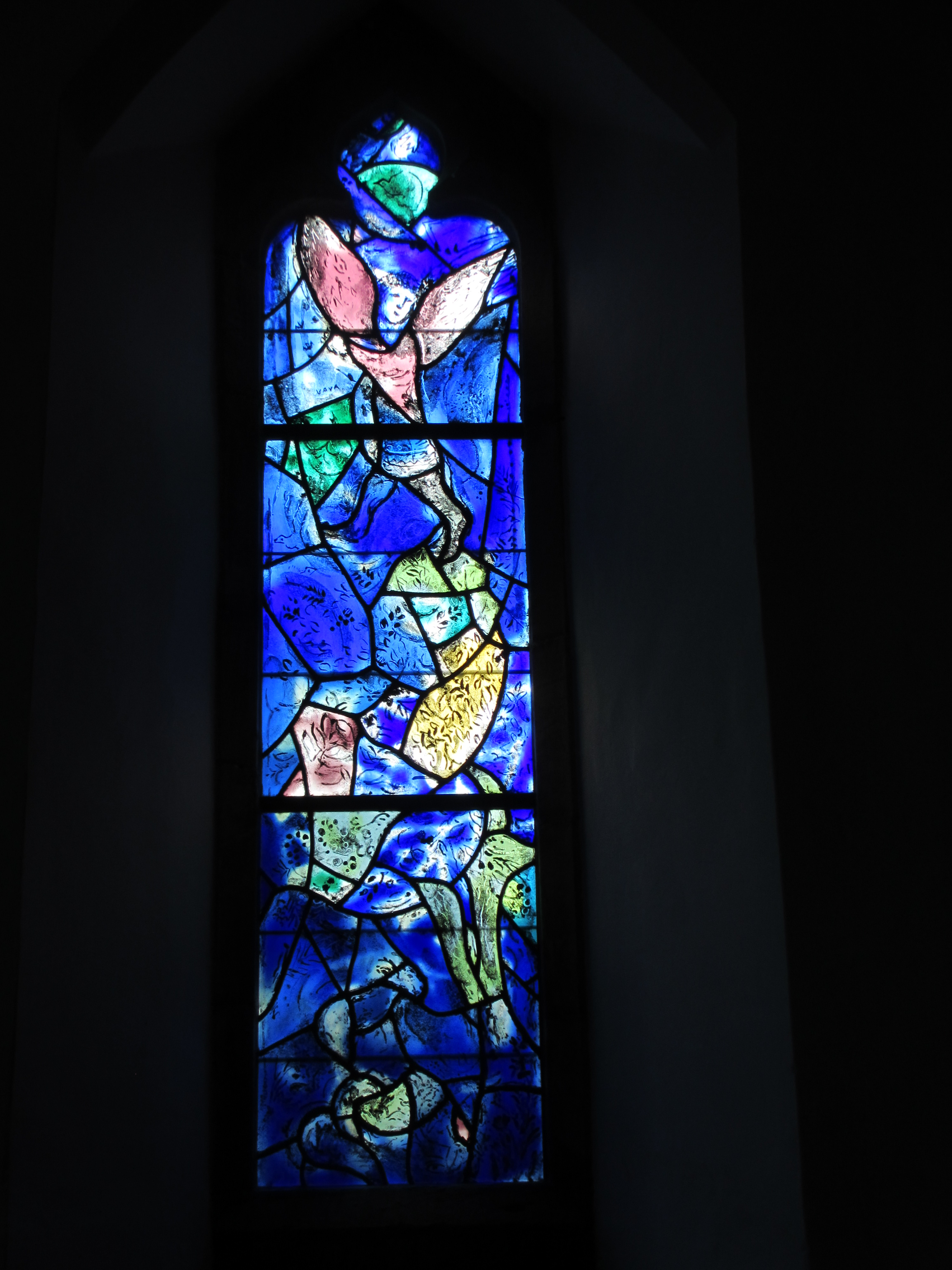
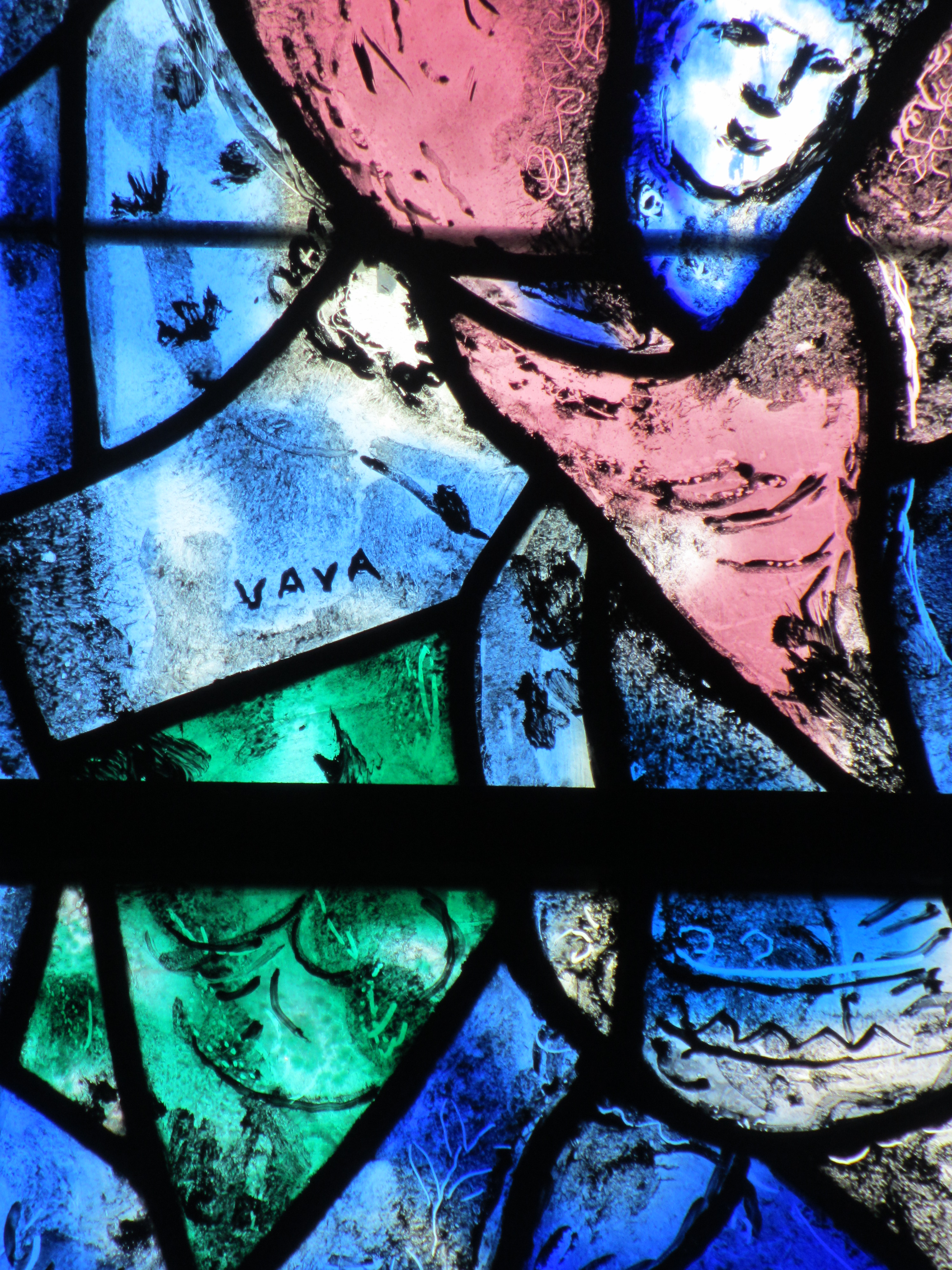
Detail des Fensters mit dem Namenszug von Vava, Chagalls Ehefrau
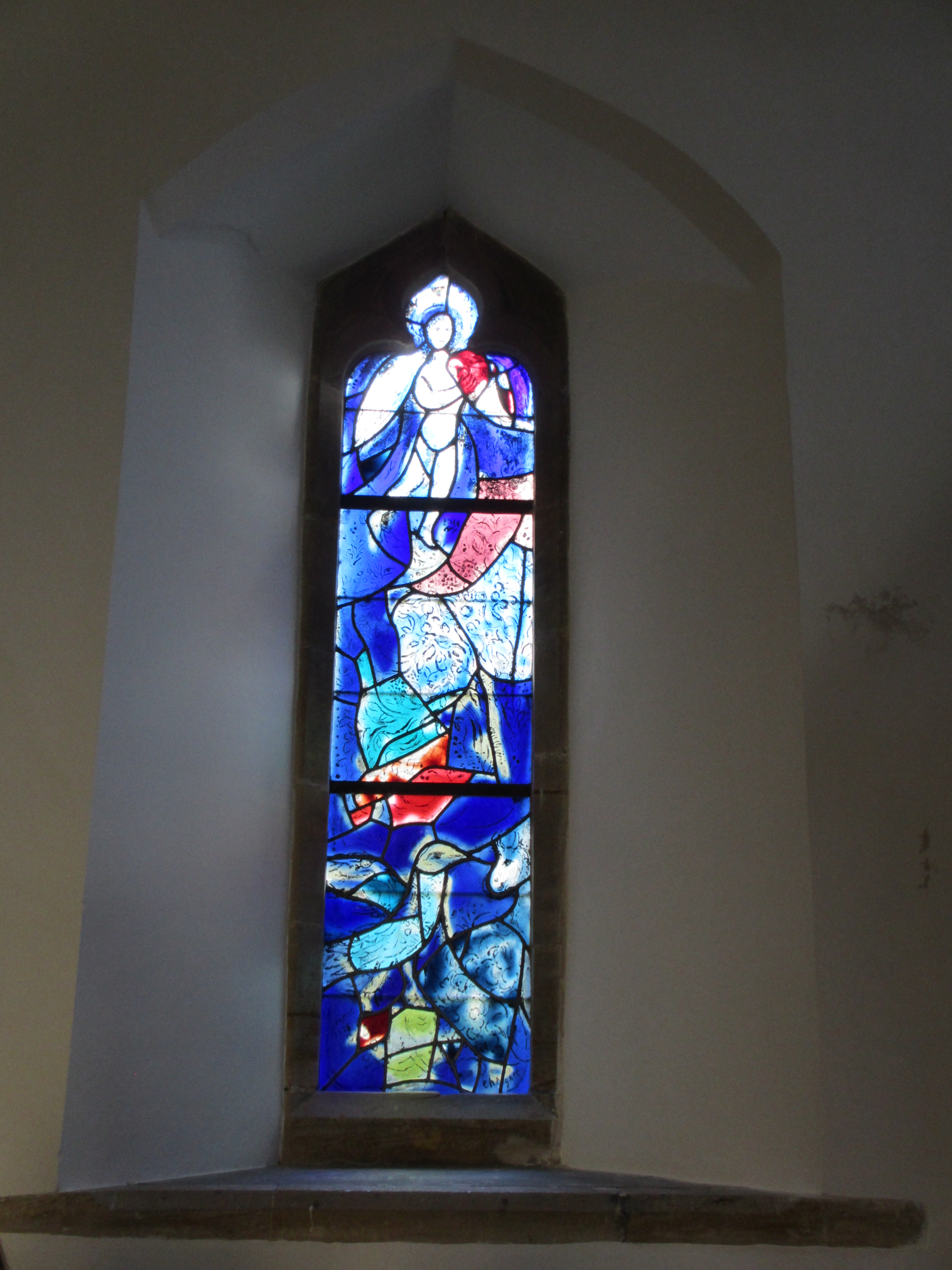
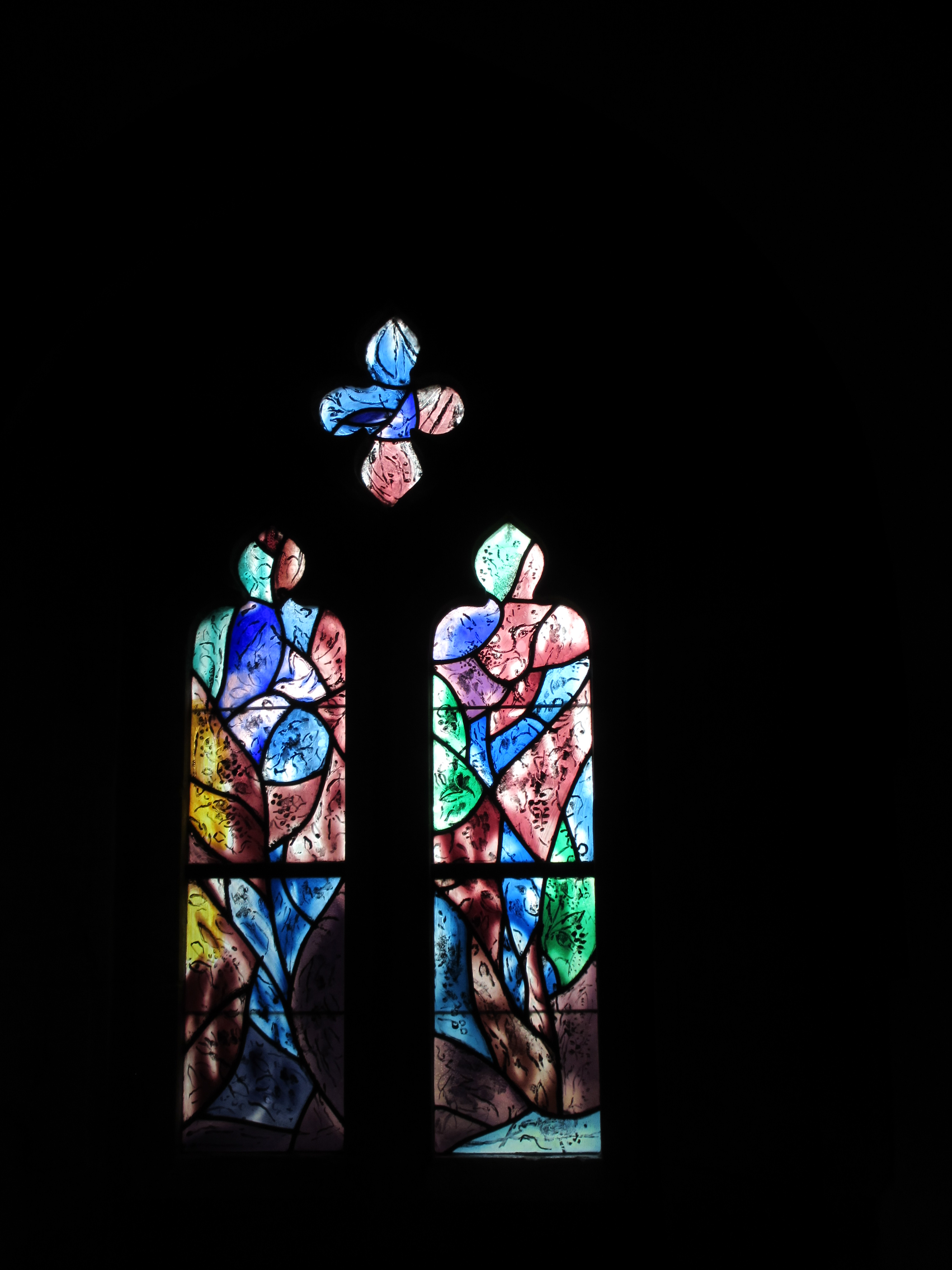
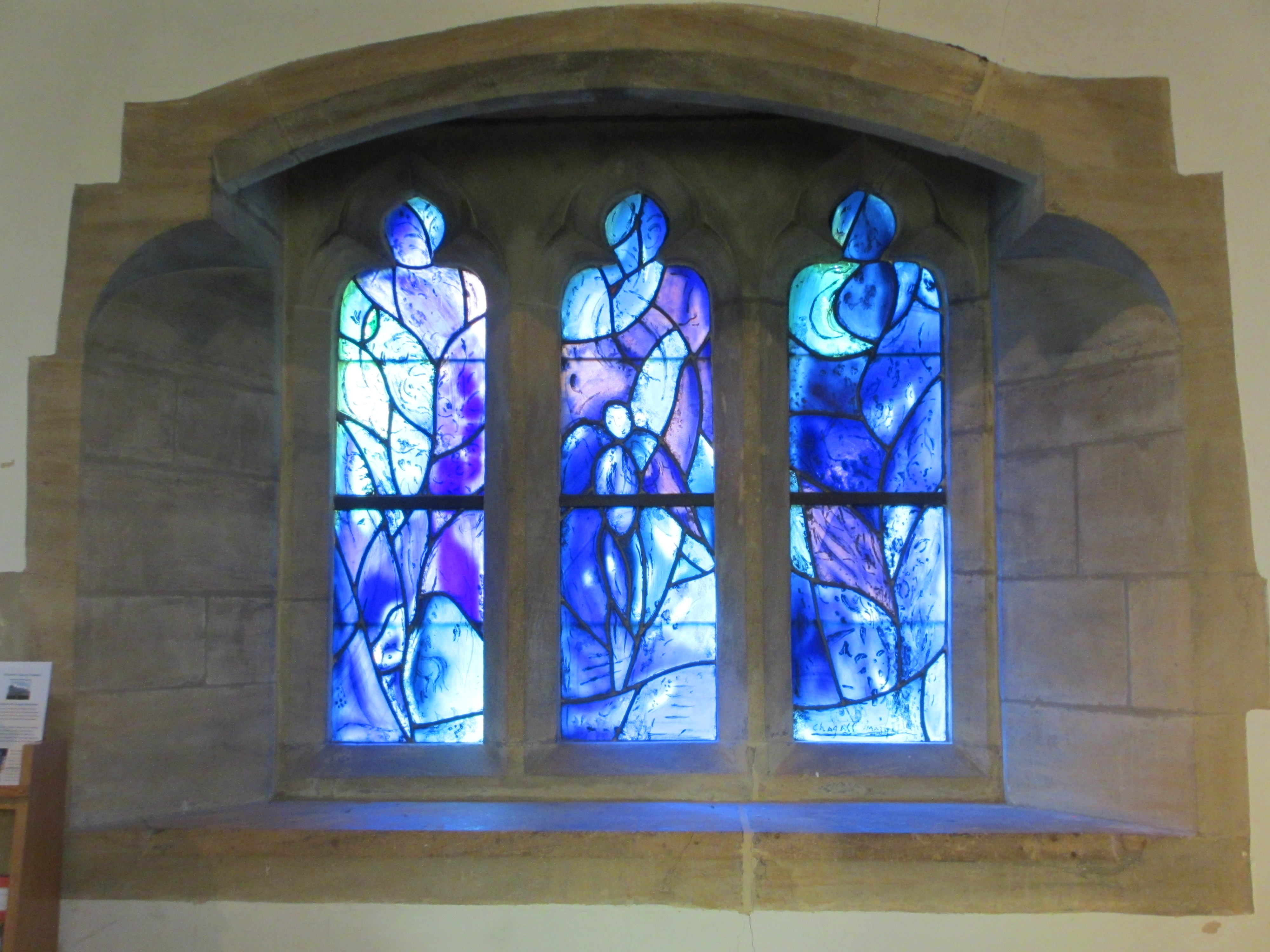
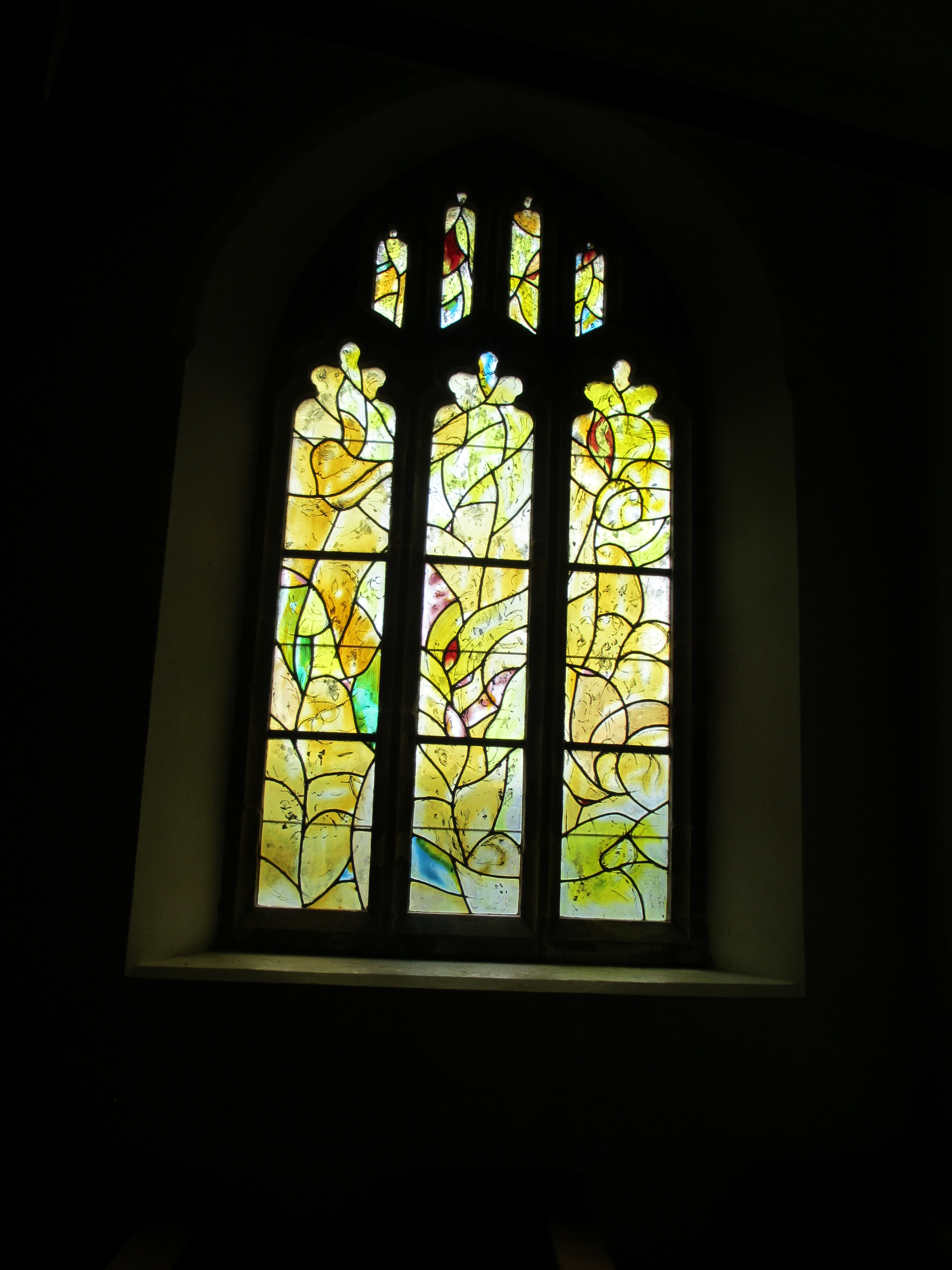